# 印度—立陶宛關係
印度－立陶宛關係是指印度与立陶宛之间存在的国际关系。

## 早期历史
印度与立陶宛的第一次接触是通过16世纪从立陶宛前往印度的基督教传教士。19世纪，在发现梵语和立陶宛语之间的相似性后，立陶宛人对印度的兴趣增加了。有觀點認為在欧洲语言中，立陶宛语在语法上最接近梵语。立陶宛人认为他们的语言是现存最古老的印欧语言。
维杜纳斯被称为立陶宛的圣雄甘地和阿罗宾多，他对印度哲学感兴趣，并在吠檀多的基础上建立了自己的哲学体系。维杜纳斯指出，在引入基督教之前，立陶宛的精神文化与印度教有相似之处，其中包括三相神的概念。
南非犹太人建筑师赫尔曼·卡伦巴赫出生在立陶宛西部城市鲁斯尼，是圣雄甘地的密友和伙伴。两人于1904年在南非相遇。卡伦巴赫陪同甘地第一次斋戒，以及1914年甘地最后一次从南非启程前往伦敦。卡伦巴赫还捐赠了1000英亩土地，这片土地后来成为了德兰士瓦的非暴力抵抗运动的根据地。2015年10月2日是甘地146岁诞辰，立陶宛总理阿尔吉尔达斯·布特凯维丘斯和印度农业国务部长莫汉·昆达里亚在鲁斯尼为卡伦巴赫和甘地的雕像揭幕。立陶宛驻印度大使莱莫纳斯·塔拉特-凯尔普沙评论说:“这座雕像是印度-立陶宛友谊的见证。在连接我们两国的许多事物之上，甘地和卡伦巴赫的雕像将成为一个象征，体现个人对人类更广泛的历史影响。甘地向世界提出了非暴力抵抗的概念，立陶宛在与苏联压迫的斗争中也成功地运用了这一概念，卡伦巴赫在塑造甘地的思想并在实践中检验它们方面发挥了关键作用。我们相信，鲁斯尼的这座雕像将有力地提醒人们，一个人在历史上也举足轻重。”

## 现代历史
1991年9月9日，印度承认立陶宛，并于1992年2月25日建立外交关系。贾格纳特于1992年至1994年担任印度驻立陶宛首任大使，驻地位于立陶宛的邻国波兰。第一任立陶宛驻印度大使是佩特拉·希梅柳纳斯，任职时间为2011年至2012年。
立陶宛总理阿道法斯·什莱扎维丘斯于1995年9月访问印度，总统瓦尔达斯·阿达姆库斯于2001年2月访问印度。
印度驻波兰华沙大使馆曾经兼派立陶宛。立陶宛于2008年7月1日在新德里开设大使馆。2005年，印度外交部长K.辛格宣布印度将在立陶宛开设大使馆。2014年7月，立陶宛外交部长利纳斯·安塔纳斯·林克维丘斯敦促印度在维尔纽斯开设大使馆。2015年2月6日，印度在维尔纽斯开设了名誉领事馆，以发展双边关系。2023年，印度政府在维尔纽斯开设大使馆。
2015年10月，印度和立陶宛签署了一项双边农业合作协议。双方还同意加强在食品和乳制品加工等领域的合作。

## 经济关系
两国2009年的双边贸易总额为1.179亿美元，2010年为1.84亿美元，2011年为2.03亿美元。印度对立陶宛的主要出口是药品、化妆品、纺织品和消费品。立陶宛对印度的主要出口是机械和机械用具、高科技光学仪器、贱金属和贱金属制品、化学品、硫磺、石灰和水泥。
印度波罗的海商会于2009年在维尔纽斯成立。印度-立陶宛论坛于2010年9月启动。

## 文化关系
立陶宛人对印度舞蹈和音乐、瑜伽、阿育吠陀和泰戈尔的作品越来越感兴趣。阿育吠陀中心在维尔纽斯和考纳斯运作。立陶宛有国际国际奎师那知觉协会，截至2012年，舍地·赛·巴巴在该国有超过200名信徒。印度文化关系委员会赞助了印度剧团在立陶宛的几场演出。

## 旅游业
截至2014年，每年约有3000名立陶宛公民访问印度。

## 在立陶宛的印度侨民
截至2013年8月，大约有300名印度公民居住在立陶宛。这些人大部分是学生，其余则从事商业活动。许多印度人受雇于奧姆·普拉卡什·洛希雅集团在克萊佩達的PET工厂。印度信息技术部门经常派遣印度公民到立陶宛临时从事项目工作。